# Juan Antonio Payno
Juan Antonio Payno (Madrid, 1941) es un escritor y docente español.

## Biografía
A la edad de 19 años escribió su primera novela, El curso, con la que consiguió hacerse con el Premio Nadal de 1961. Abandonó la literatura para dedicarse a la labor docente siendo catedrático de Estructura Económica en las Universidades Complutense, de Bilbao y de Valladolid, y finalmente en una privada, hasta que 35 años después publicó su segunda obra: Romance para la mano diestra de una orquesta zurda. Ocupó también varios cargos en Servicios de Estudios y en el CSIC.